# Edmund Krenn
Edmund Friedrich Arthur Krenn, né le 25 avril 1845 à Vienne et mort le 13 février 1902 à Zurich, est un peintre autrichien notamment de paysages. 

## Biographie
Edmund Krenn est le fils du compositeur Franz Krenn.

## Œuvres
- Alt hauptstrasse (1870)
- Das erste Rendezvous (1876)
- Traditionswirtshaus an der Moritzkapelle in Nürnberg (1886)
- Bestrafte Unaufrichtigkeit (1887)
- Das hungrige Kindlein (1887)
- Die Kapuzinergruft, der Sarg Kaiser Maximilians von Mexiko (1889)
- Burg in Tisens (1890)
- Dorfgasse (1891)
- Ansicht der Altneu-Synagoge in Prag (av. 1902)

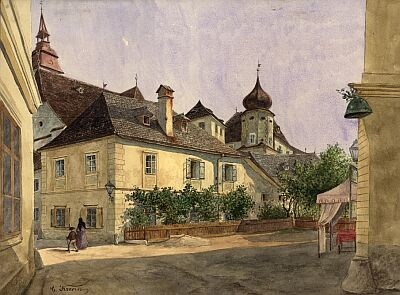
Alt hauptstrasse (1870).
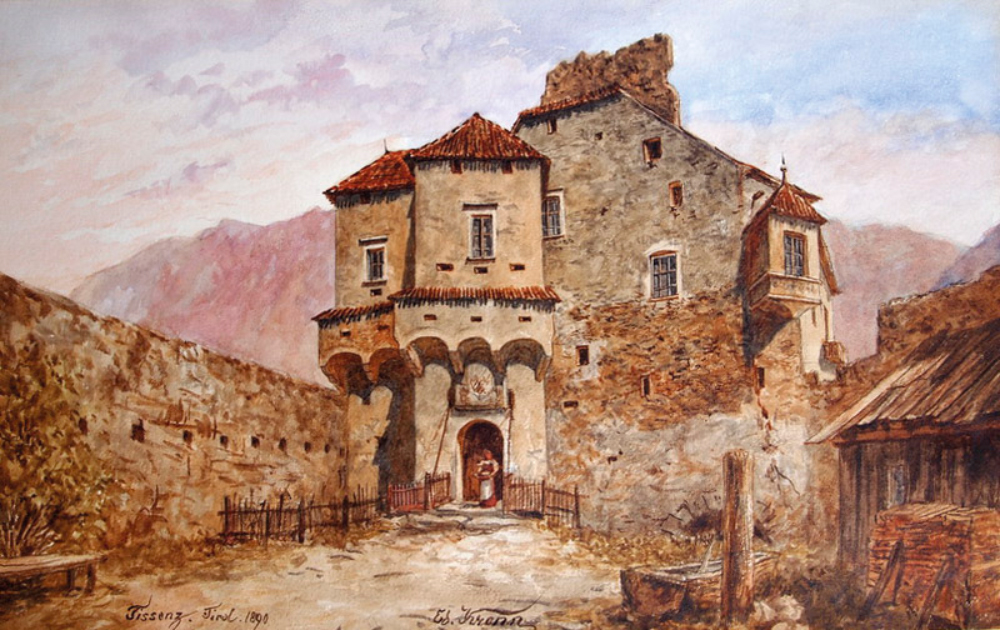
Burg in Tisens (1890).
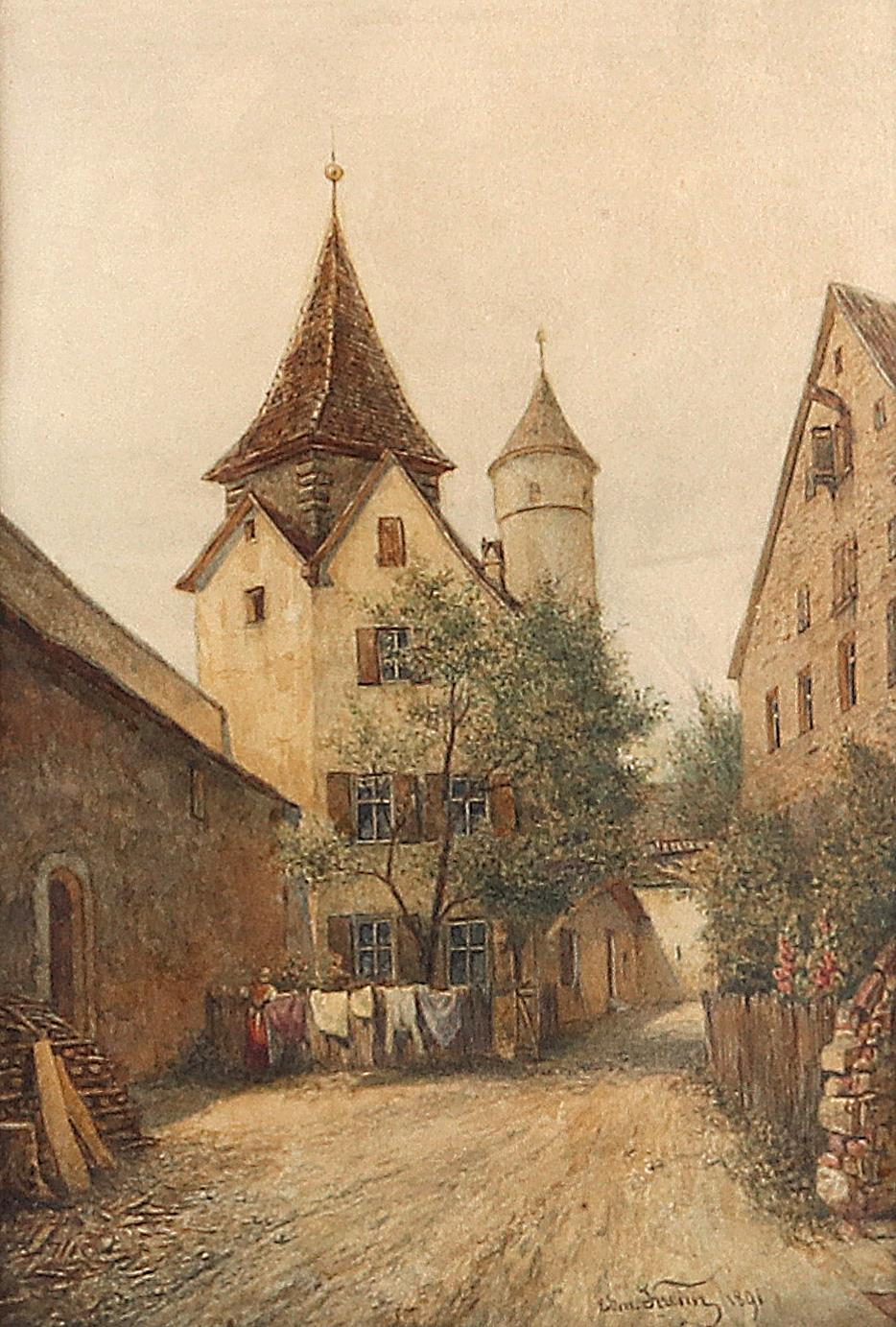
Dinkelsbühl (1891).
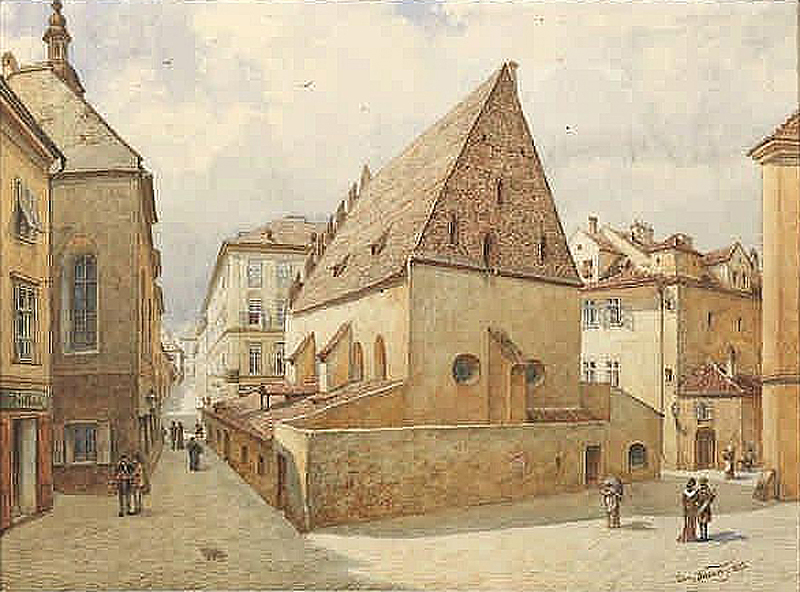
Ansicht der Altneu-Synagoge in Prag (av. 1902).